# بنيامين غاي
بنيامين غاي (بالإنجليزية: Benjamin Gay)‏ هو لاعب كرة قدم أمريكية أمريكي، ولد في 28 فبراير 1980 في هيوستن في الولايات المتحدة.